# Dassault Falcon 200
De Dassault Falcon 200 was een privéjet van de Franse
vliegtuigbouwer Dassault Falcon Jet. De Falcon 200 was de opvolger en
doorontwikkeling van de Dassault Mystère/Falcon 20,
Dassaults eerste privéjet.

## Geschiedenis
De Dassault Mystère 20, Falcon 20 buiten Frankrijk, was Dassaults eerste
privéjet. Het eerste prototype werd gebouwd in 1962. Het eerste
serietoestel vloog in 1965. De verbeterde opvolger, de Falcon 200, werd
in 1979 gepresenteerd op de vliegshow van Parijs. Het prototype
was een omgebouwde Mystère 20. Dit toestel kreeg twee nieuwe Garrett-motoren
en vloog voor de eerste maal op 30 april 1980. In juni 1981 werd
de 200 gecertifieerd door de Franse overheid. Vervolgens werd in 1983 de
laatste Mystère/Falcon 20 geproduceerd. De achtendertigste en laatste Falcon
200 werd in 1988 gebouwd.